# Matt Murphy

Matt Murphy (2011)

Matthew Tyler Murphy (* 29. Dezember 1929 in Sunflower, Mississippi; † 15. Juni 2018), bekannt als Matt „Guitar“ Murphy, war ein US-amerikanischer Blues-Gitarrist.

## Leben
Murphy wurde 1929 im Mississippi-Delta geboren, wuchs in Memphis auf und erlernte in den 1940er Jahren das Gitarrenspiel. In den frühen 1950er-Jahren war er, gemeinsam mit seinem Bruder Floyd, ein fixer Bestandteil der Bluesszene in Memphis. Er war Mitglied in verschiedenen Bands, bevor er nach Chicago zog. Dort spielte er sieben Jahre in Memphis Slims Band, obwohl der Pianist Gitarristen scheute. Doch war sein Talent so ungewöhnlich, dass Memphis Slim eine Ausnahme machte. Auf Memphis Slims Aufnahmen 1952 bis 1954 für United und den Vee-Jay-Alben 1958 und 1959 spielte Matt Murphy Gitarre. Er nahm an Aufnahmen unter dem Bandnamen „The Sparks“ mit Sam Chatman (Bass, Gesang) und John Calvin (Saxophon) teil. Mit dem American Folk Blues Festival tourte er 1963 durch Europa und machte nebenbei mit Sonny Boy „Rice Miller“ Williamson Aufnahmen in Dänemark.
In den 1970er-Jahren war er auf Aufnahmen von James Cotton zu hören. International bekannt wurde er durch seine Filmrolle in Blues Brothers. Dort spielte er den Ehemann von Aretha Franklin, der von den Blues Brothers überzeugt wird, aus dem Ruhestand zurückzukehren. Er wurde zudem festes Mitglied der Blues Brothers Band, mit der er auch auf Tournee ging. Der Filmauftritt und die Tourneen mit der Blues Brothers Band steigerten seinen Bekanntheitsgrad enorm. Sein erstes Soloalbum nahm er erst 1990 auf, mit der Unterstützung seines Bruders Floyd Murphy.
Im Laufe seiner musikalischen Karriere spielte er mit zahlreichen Größen des Blues, darunter Howlin’ Wolf, Junior Parker, Ike Turner, James Cotton, Otis Rush, Etta James, Sonny Boy Williamson II., Chuck Berry und Joe Louis Walker. Mit Memphis Slim spielte er über einen Zeitraum von 20 Jahren immer wieder zusammen. Murphy trat auch mit seiner eigenen Band, der Matt „Guitar“ Murphy Band, auf.
Nach einem Schlaganfall im Sommer 2002 und einer sich daran anschließenden Langzeittherapie schaffte es Murphy, ab 2007 wieder Gitarre auf einem hohen Niveau zu spielen und auch wieder öffentlich aufzutreten. Er starb im Juni 2018 im Alter von 88 Jahren.

## Diskografie

### Alben
- 1990: Way Down South (Antone's)
- 1996: Blues Don't Bother Me (Roesch)
- 2001: Lucky Charm (Roesch)
- 2010: Last Call (Bluzpik)

### DVD-Filme und Musik
- 1980: Blues Brothers
- 1998: Blues Brothers 2000
- 2005: Life And Hard Times of Guy Terrifico
- 2009: U.S. Blues Tour '63